# Adama Soumaré
Adama Soumaré (Meudon-la-Forêt, Francia, 12 de mayo de 1982) es un exfutbolista francés de ascendencia burundesa. Jugaba de defensa y se retiró en el año 2012 y su último club fue el AS Cannes. 

## Clubes
| Club                 | País    | Año       |
| -------------------- | ------- | --------- |
| Le Havre AC          | Francia | 2003-2010 |
| Vannes OC (préstamo) | Francia | 2009      |
| AS Cannes            | Francia | 2011-2012 |

- Datos: Q933357